# Parafia Wszystkich Świętych w Miszkowicach
Parafia Wszystkich Świętych w Miszkowicach – parafia rzymskokatolicka w dekanacie Kamienna Góra Zachód w diecezji legnickiej. Jej proboszczem jest ks. Wiesław Florczuk. Obsługiwana jest przez księży diecezjalnych. Erygowana 1 stycznia 1303 r. 

## Historia

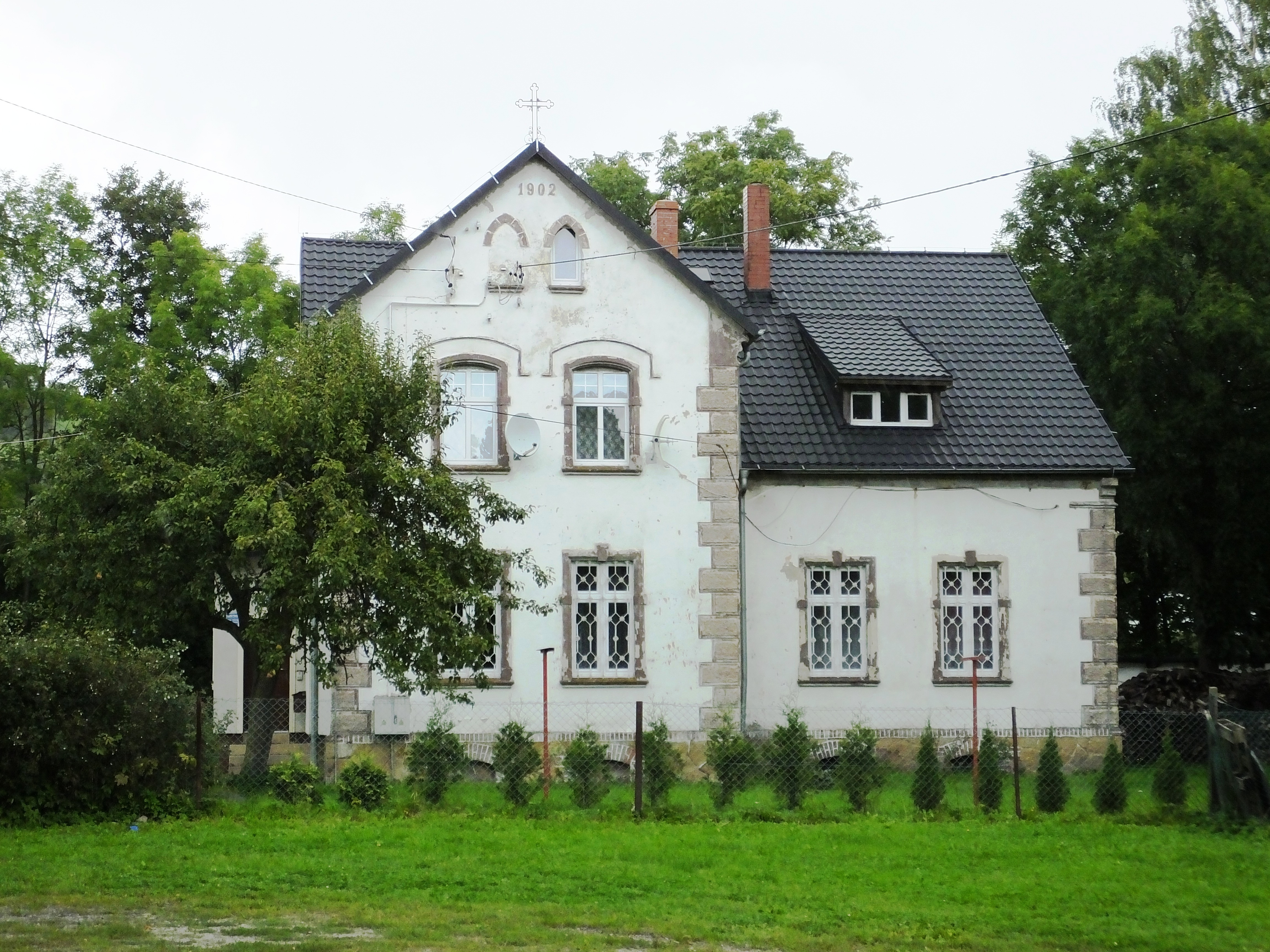
Plebania w Miszkowicach

Do 1945 r. w skład parafii wchodziły wsie: Jarkowice, Paczyn i Paprotka. Katolicy stanowili tu wtedy trzecią część mieszkańców. Ich wpływ na kształt życia religijnego wydaje się być w tym czasie niewielki. W miejscowościach tych nie znajdziemy zbyt wielu krzyży przydrożnych, czy figur wyrosłych na gruncie ówczesnje katolickiej tożsamości. Po II wojnie światowej parafia została powiększona przez dołączenie sąsiedniej, nadgranicznej parafii Opawa (z Niedamirowem, ale bez Szczepanowa, który został przydzielony do Lubawki). Opawa i Niedamirów do 1810 r. były własnością krzeszowskich cystersów. Oddziaływanie klasztoru na życie religijne mieszkańców było w tych miejscowościach podobne jak w Krzeszowie, Chełmsku Śl., Lubawce i innych ośrodkach pod kuratelą zakonu. Proboszczowie dostosowywali życie i działania duszpasterskie do statutów wydanych w 1677 r. przez krzeszowskiego opata Bernarda Rose, a ten czerpał z dekretów Soboru Trydenckiego i z natchnień wielkich duszpasterzy. Nic więc dziwnego, że obecnie spośród sześciu miejscowości stanowiących parafię, najbardziej uzewnętrzniają się religijnie Opawa i Niedamirów.  

## Kościół
Kościół parafialny pw. Wszystkich Świętych jest wzmiankowany w 1363 r. Pierwotny wzniesiony został w końcu XI w. Pozostała z niego wieża, do której w latach 1727-1729 dostawiono barokowy korpus. Jest to obiekt jednonawowy z półkoliście zakończonym niewydzielonym prezbiterium, z czworoboczna wieżą zakończoną ażurowym hełmem. We wnętrzu znajdują się gotycka rzeźba Madonny z Dzieciątkiem z II poł. XV w. oraz barokowy ołtarz i ambona z I poł. XVIII w.

## Miejscowości należące do parafii
- Miszkowice
- Jarkowice
- Niedamirów
- Opawa
- Paczyn
- Paprotki

## Cmentarze

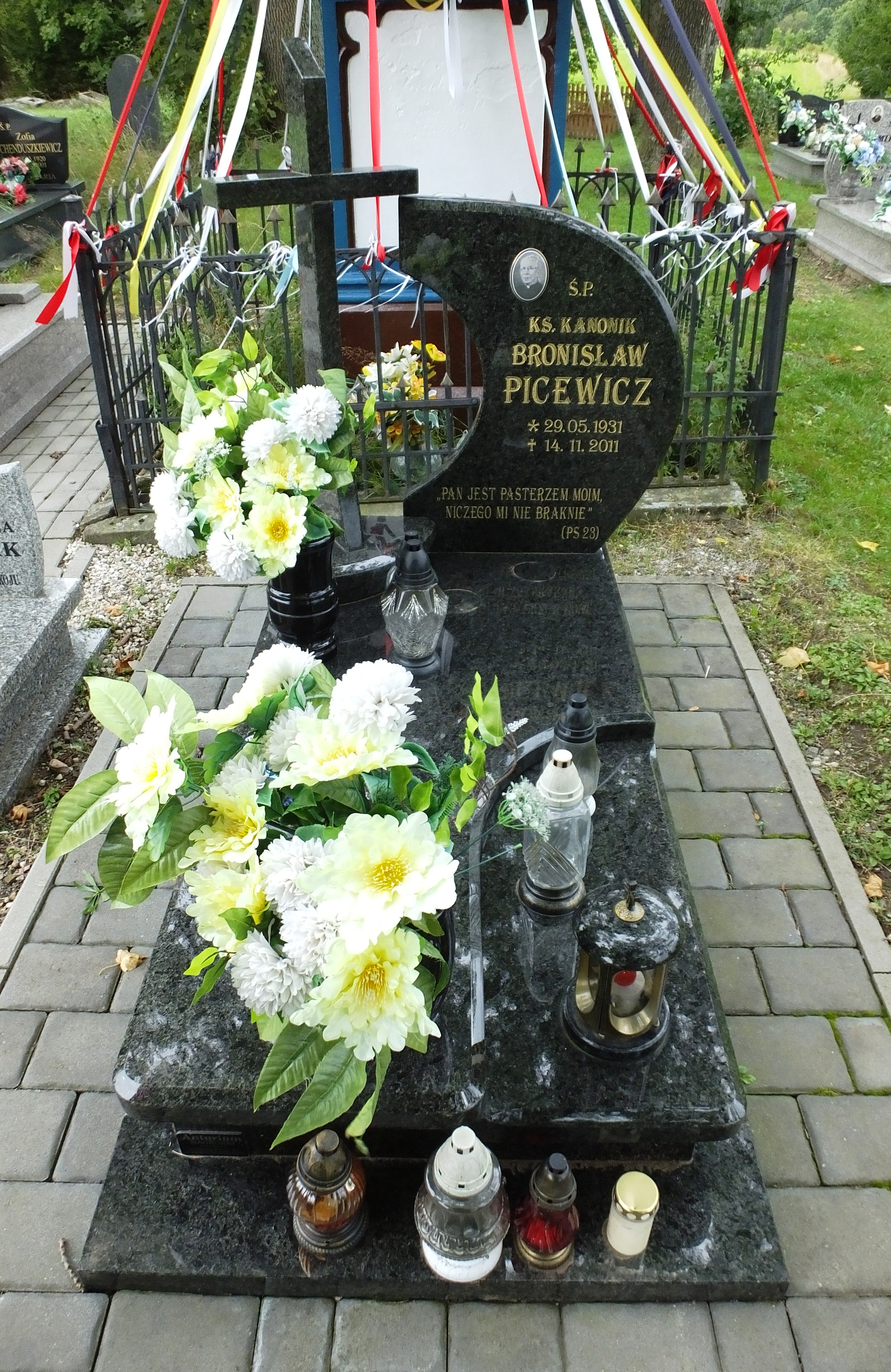
Grób ks. Proboszcza Bronisława Picewicza na cmentarzu w Opawie

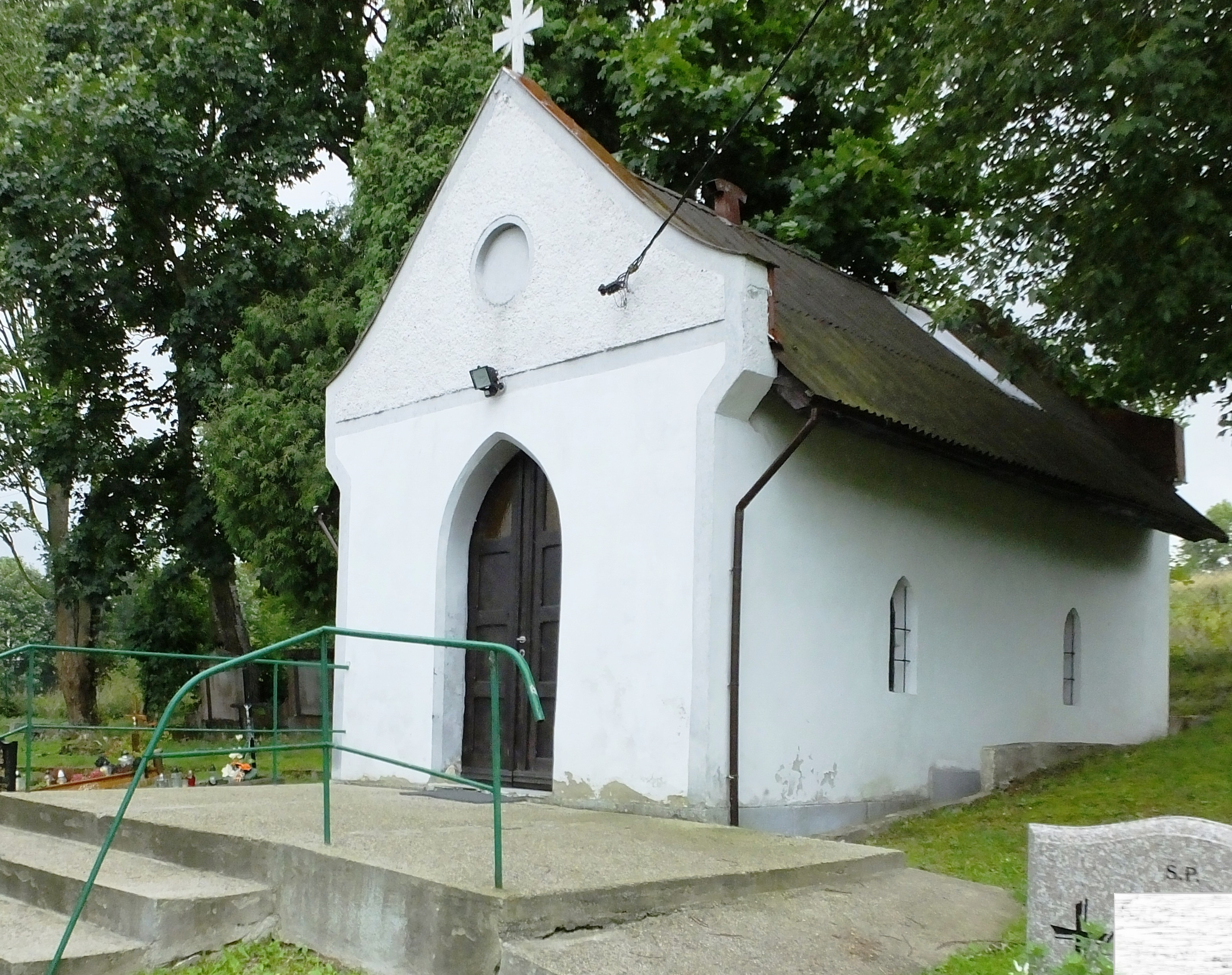
Kaplica cmentarna w Miszkowicach

- Komunalny w Miszkowicach: pochowani księża: ks. Andrzej Zaklikiewicz
- Grzebalny przy kościele w Opawie: pochowani ks. Alfons Haase, ks. Bronisław Picewicz (ur. 29.05.1931 w Krynkch, wyświęcony 15.06.1958 r. we Wrocławiu - zm. 14.11.2011), o. Jacek Nowakowski

## Proboszczowie

### przed 1945 r.
- ks. Peter Metzner - ust. 6.09.1847[2]

- ks. Robert Lorenz - ust. 28.03.1854[3]
- ks. Augustin Puschmann - ust. 12.06.1858[4]

- vacat 10.11.1875[5] - 16.11.1886
- ks. Robert Schulz - ust. 16.11.1886[6]
- ks. Waldemar Lorenz - ust. 13.12.1900[7]
- ks. Augustin Feige - ust. 12.09.1907[8]
- ks. Wilhelm Pabel - ust. 26.09.1923[9]
- ks. Georg Beterknecht - ust. 5.05.1940[10]

### po 1945 r.[11]
- 1. ks. Gerard Kuś 1950

- 2. ks. Stanisław Tarasewicz 1950 - 1952

- 3. ks. Julian Kowalski 1952 - 1955

- 4. ks. Władysław Dziędziora 1955 - 1957

- 5. ks. Henryk Halada 1957 - 1960

- 6. ks. Andrzej[11][12] Zaklikiewicz 1960 - 1970 (ur. 1916, wyś. 1943 w Krakowie, zm. 1970)

- 7. ks. Bronisław Picewicz 1970 - 2005

- 8. ks. Mirosław Wątruch 2005 - 2006[13]

- 9. ks. Wiesław Florczuk 2006 -

## Powołania po 1945 r.
- o. Jacek Nowakowski SP (1978 - 2020) - urodził się w Kamiennej Górze, pochodził z Opawy. Po ukończeniu Liceum Ogólnokształcącego w Niższym Seminarium Duchownym OO. Franciszkanów w Legnicy w 1997 r. wstąpił do Zakonu Pijarów. 15 maja 2004 r. w kościele Matki Bożej Ostrobramskiej w Krakowie przyjął sakrament święceń prezbiteratu z rąk bp. Kazimierza Górnego. Przez 13 lat pracował w Czechach. Zmarł po krótkiej chorobie w szpitalu w Hodoninie[14].

## Obiekty sakralne na terenie parafii
- Ruiny barokowego kościoła ewangelickiego z lat 1771–1773
- Kaplica cmentarna z 1880 r.
- Kalwaria w Niedamirowie
- Kapliczka na Pańskiej Górze

## Wspólnoty
- Chór parafialny[15]